# FC Vestsjælland
El FC Vestsjælland, conocido también como FCV, era un equipo de fútbol profesional de Dinamarca que jugó en la Superliga danesa, la liga de fútbol más importante del país.
El club se declara en quiebra el 9 de diciembre de 2015.

## Historia
Fue fundado el 25 de enero del año 2008 en la ciudad de Slagelse luego de que absorbieran al viejo equipo Slagelse B&I (SBI) y alcanzaron llegar a la Superliga danesa por primera vez en la temporada 2013/14. El club fue fundado por Kurt Andersen y Bo Kristensen. Inicialmente el club fue llamado FC Sjælland , pero más tarde llegó a ser llamado FC Vestsjælland. FC Vestsjælland había creado una identidad como "el equipo de los vikingos".
En agosto de 2014 Kurt Andersen y Bo Kristensen ponen sus acciones a la venta. Iba a ser el principio del fin para el FC Vestsjælland. En la primavera de 2015 el club consiguió relegado de la Superliga danesa, pero en el camino a la triste conclusión, había una histórica final de Copa ante el FC Copenhague. FC Vestsjælland perdió 3-2.
Descenso significa que el club tuvo que reducir su presupuesto en 22 millones de coronas danesas.
Domingo 29 de noviembre, FC Vestsjælland jugó su último juego de la historia. Terminó con una derrota por 0-2. El 9 de diciembre la corte declara en bancarrota al FC Vestsjælland y quiebra. No le habían pagado sus empleados sueldos del mes de noviembre, y tenía una deuda de 15 millones de coronas danesas. El fútbol es ahora de vuelta en el Slagelse B&I (SBI).

## Estadio
El FC Vestsjælland jugó de local en el Harboe Arena Slagelse, con capacidad para 10.000 espectadores, donde 3.350 están sentados. Originalmente, el estadio fue llamado Slagelse Stadion, pero en 2013, el nombre del estadio fue vendido a la fábrica de cerveza Harboe. En 2012 el estadio fue renovado por 38,5 millones de coronas danesas. Municipio Slagelse pagó por la renovación.

## Entrenadores
- Jeppe Tengbjerg (2008–09)
- Michael Schjønberg (2009–11)
- Ove Pedersen (2011-14)
- Michael Hansen (2014-15)
- Michael Hemmingsen (2015)

## Gerencia
- Presidente: Kurt Andersen
- Vice-Presidente: Villum Christensen
- Director de la Mesa Directiva: Bernd Griese
- Miembro Directivo: Michael V. Nielsen
- Gerente General Administrativo: Gert Hansen
- Coordinador: Steen Hansen
- Supervisor: Jens Lund
- Contador: Brian Nielsen